# Primavera Garbarino
Primavera Garbarino (Montevideo, 21 de septiembre de 1946) es una contadora pública y política uruguaya. 
Licenciada uruguaya en administración. Fue Ministra de Industria, Energía y Minería del Uruguay. Se recibió de contadora pública en 1972, en la Universidad de la República. También es licenciada en administración y especialista en Competitividad, Estrategia y Desarrollo Local.
Asumió como  Viceministra de Industria, Energía y Minería del Uruguay en 1997, cuando el entonces presidente, Julio María Sanguinetti se lo ofreció. A comienzos del año 2000, el entonces ministro Julio Herrera renuncia a su cargo y Garbarino toma su puesto hasta el 1 de marzo de 2000, cuando asume Jorge Batlle la presidencia del Uruguay invistiendo en el cargo a Sergio Abreu.
Actualmente coordina la construcción de un programa de la Unión Europea y del Paraguay. En Uruguay trabajó en el proyecto de Lineamientos para la instalación de un clúster de la madera en el departamento de Río Negro.
Es socia directora de Integran Consulting. Desde el 2001 es asesora de la Unión de Exportadores del Uruguay e integrante del Programa de Competitividad Empresarial y Regional y ha trabajado extensamente en competitividad empresarial y estrategias para desarrollarla.